# Krist na stupu
Krist na stupu je slika miješane tehnike, tempere i ulja na dasci (93x62 cm) koju je naslikao Donato Bramante, datirana između 1480. i 1490. i sačuvana u pinakoteci Brera u Milanu

## Povijest
Ova se slika na dasci uzima kao najvažnije Bramanteovo slikarsko djelo. Bila je naručena za opatiju Chiaravalle blizu Milana. Radi se o jedinom poznatom Bramanteovom djelu naslikanom na dasci.

## Opis i stil
Djelo prikazuje Krista vezanog za stup (u ovom slučaju jedan pilastar ukrašen niskoreljefnim klasičnim dekoracijama) prije bičevanja, u vrlo bliskom prvom planu, neposredno pred gledateljem, isključivši bičevatelje. Ta blizina izaziva veliki emocionalni učinak na promatrača, naglašavajući tako već tešku scenu, koja u cjelini stvara atmosferu psihološke napetosti. Tome još više doprinose detalji kao uže koje visi Kristu oko vrata, izazivajući strahovanje koje daje obilježje čitavoj kompoziciji. Postupak kojim se postiže utisak širokog prostora sa stupovima je isti kao onaj koji je korišten u prividnom koru u crkvi sv. Marije kod sv. Satira; produžetak glavnih elemenata izvan granica slike daje utisak udaljenosti prvog plana i pozadine.
Kristovo tijelo naslikano na klasičan način možemo povezati s urbinskom kulturom odakle na umjetnički način potječe Bramante, dok drugi detalji dokazuju plodonosnu kontaminaciju s flamanskom umjetnošću, kao što su, dvostuko osvjetljenje (u ovom slučaju frontalna s lijeva na desno i pozadinska s prozora), pogled koji polako nestaje u daljini i posebna pažnja za detalje. U ovoj se slici posebno ističe studija svjetlosti, koja stvara mnoštvo odraza u boji, kao oni crvenkasti i svijetlo plavi prisutni u Kristovoj kosi i bradi.
Neki detalji se mogu povezati s utjecajem koji je na Bramantea imao Leonardo da Vinci, kao studije o izražaju lica ili detalji izuzetnog realizma kao što je naborana koža kod stisnutog užeta ili prozirnost suza.
Na prozoru se nalazi jedan čestičnjak (piksida, posuda za hostije), veza s euharistijom, koja naglašava smisao Kristove žrtve.
Postoje mišljenja da bi se djelo trebalo pripisati Bramantinu više nego Bramanteu.

## Unutarnje poveznice
Donato Bramante